# Царичанский поселковый совет (Царичанский район)
Царичанский поселковый совет (укр. Царичанська селищна рада) — входит в состав
Царичанского района
Днепропетровской области
Украины.
Административный центр поселкового совета находится в 
пгт Царичанка
.

## Населённые пункты совета
- пгт Царичанка
- с. Драговка
- с. Дубовое
- с. Калиновка
- с. Лысковка
- с. Пилиповка
- с. Селяновка
- с. Тарасовка
- с. Турово